# Zuzana Hejnová
Zuzana Hejnová (Liberec, 19 december 1986) is een Tsjechische voormalige hordeloopster, die was gespecialiseerd in de 400 m horden. Indoor boekte zij daarnaast in eigen land vooral successen op de 400 m zonder obstakels met in totaal zes nationale indoor- en twee outdoortitels. Ze werd tweemaal wereldkampioene op de 400 m horden. Bovendien nam ze driemaal deel aan de Olympische Spelen en won bij die gelegenheden eenmaal een bronzen medaille. Deze medaille werd jaren later opgewaardeerd naar zilver na de diskwalificatie van de aanvankelijke winnares vanwege een dopingovertreding. Ze vertegenwoordigde haar land op internationale kampioenschappen ook verschillende malen op de 4 × 400 m estafette en verzamelde op dit onderdeel eveneens verschillende medailles.

## Biografie

### Jeugd
In 2002 nam Hejnová, op vijftienjarige leeftijd, op de 400 m horden deel aan de wereldkampioenschappen U20 en eindigde hierbij op een vijfde plaats. Haar internationale doorbraak beleefde de Tsjechische vervolgens in 2003 door als zestienjarige de wereldtitel te winnen bij de wereldkampioenschappen U18. Bij de Europese kampioenschappen U20 in datzelfde jaar moest ze genoegen nemen met een bronzen medaille.

### Senioren
Bij de wereldkampioenschappen van 2005 in Helsinki en die van 2007 in Osaka sneuvelde Hejnová op de 400 m horden beide keren in de halve finale. Ook bij de wereldindoorkampioenschappen van 2008, waar ze deelnam aan de 400 m vlak, werd ze nog voor de finale uitgeschakeld. Later dat jaar, bij de Olympische Spelen in Peking, verging het haar op de 400 m horden beter en drong ze wel door tot de finale. Hierin eindigde ze als zevende in 54,97 s. Een jaar later won ze op dit onderdeel een bronzen medaille bij de Europese teamkampioenschappen. In 2010 wist ze bij deze kampioenschappen de 400 m horden te winnen.
Haar eerste grote succes boekte Hejnová in 2013. Op de 400 m horden won ze bij de WK in Moskou een gouden medaille. Met een tijd van 52,84, een nationaal record, bleef ze de Amerikaanse hordenspecialistes Dalilah Muhammad (zilver; 54,09) en Lashinda Demus (brons; 54.27) ruimschoots voor. Dat jaar won ze ook de Europese teamkampioenschappen en een bronzen medaille bij de WK indoor. Ook werd ze verkozen tot Europees atlete van het jaar.
Twee jaar later prolongeerde Hejnová haar wereldtitel op de 400 m horden in Peking in 53,50.

### Einde atletiekloopbaan
Op 17 mei 2022 maakte Hejnová bekend, dat zij een punt ging zetten achter haar atletiekloopbaan. De inmiddels 35 jaar oude atlete kondigde aan, dat zij in verwachting was en dat zij uitkeek naar haar nieuwe rol in het leven. Op 31 mei was zij van plan om op de Golden Spike meeting in Ostrava officieel afscheid te nemen van de wedstrijdsport.
Hejnová was aangesloten bij USK Praha. Haar zus Michaela Hejnová nam in 2004 als zevenkampster deel aan de Olympische Spelen en eindigde hier op een 26e plaats.

## Titels
- Wereldkampioene 400 m horden - 2013, 2015
- Tsjechisch kampioene 400 m - 2006, 2009
- Tsjechisch kampioene 400 m horden - 2018, 2020
- Tsjechisch indoorkampioene 200 m - 2011
- Tsjechisch indoorkampioene 400 m - 2005, 2007, 2008, 2009, 2015, 2016
- Tsjechisch indoorkampioene vijfkamp - 2007
- Europees kampioene U20 400 m horden - 2005
- Wereldkampioene U18 400 m horden - 2003

## Persoonlijke records
Outdoor
| Onderdeel    | Prestatie          | Datum            | Plaats        |
| ------------ | ------------------ | ---------------- | ------------- |
| 200 m        | 23,65 s (+0,3 m/s) | 16 juni 2013     | Tábor         |
| 300 m        | 37,49 s            | 23 januari 2013  | Potchefstroom |
| 400 m        | 51,90 s            | 22 juni 2013     | Dublin        |
| 100 m horden | 13,36 s            | 28 juni 2011     | Praag         |
| 300 m horden | 38,16 s (NR)       | 3 augustus 2013  | Cheb          |
| 400 m horden | 52,83 s (NR)       | 15 augustus 2013 | Moskou        |

Indoor
| Onderdeel    | Prestatie | Datum            | Plaats   |
| ------------ | --------- | ---------------- | -------- |
| 60 m         | 7,64 s    | 7 januari 2017   | Chemnitz |
| 200 m        | 23,71     | 17 februari 2013 | Praag    |
| 300 m        | 37,80     | 29 januari 2013  | Praag    |
| 400 m        | 51,27     | 2 maart 2013     | Göteborg |
| 800 m        | 2.03,40   | 20 februari 2016 | Glasgow  |
| 60 m horden  | 8,24 s    | 24 januari 2017  | Praag    |
| hoogspringen | 1,80 m    | 4 maart 2011     | Parijs   |
| verspringen  | 5,96 m    | 16 februari 2011 | Praag    |
| kogelstoten  | 12,11 m   | 4 maart 2011     | Parijs   |
| vijfkamp     | 4453      | 4 maart 2011     | Parijs   |

## Palmares

### 200 m
- 2011:  Tsjechische indoorkamp. - 24,17 s

### 400 m
- 2005:  Tsjechische indoorkamp. - 54,08 s
- 2006:  Tsjechische kamp. - 53,43 s
- 2007:  Tsjechische indoorkamp. - 53,49 s
- 2008:  Tsjechische indoorkamp. - 52,82 s
- 2008: 4e in ½ fin. WK indoor - 53,16 s (in serie 53,04 s)
- 2009:  Tsjechische indoorkamp. - 53,82 s
- 2009:  Tsjechische kamp. - 52,61 s
- 2010: 4e in serie WK indoor - 53,56 s
- 2013: 4e EK indoor - 52,12 s
- 2013:  EK team - 51,90 s
- 2015:  Tsjechische indoorkamp. - 52,76 s
- 2016:  Tsjechische indoorkamp. - 52,34 s
- 2017:  EK indoor - 52,54 s

### 400 m horden
- 2002: 5e WK U20 - 58,42 s
- 2003: 4e Europacup - 57,78 s
- 2003:  WK U18 - 57,54 s
- 2003:  EK U20 - 58,30 s
- 2004:  WK U20 - 57,44 s
- 2005:  EK U20 - 55,89 s
- 2005: 7e in ½ fin. WK - 57,29 s
- 2006:  Europacup - 55,83 s
- 2007:  Europacup - 56,20 s
- 2007:  EK U23 - 55,93 s
- 2007: 6e in ½ fin. WK - 55,04 s
- 2008:  Europacup - 56,16 s
- 2008: 7e OS - 54,97 s
- 2009:  EK team - 55,29 s
- 2009: 4e in ½ fin. WK - 54,99 s
- 2010:  EK team - 54,51 s
- 2010: 4e EK - 54,30 s
- 2011: 7e WK - 54,23 s
- 2012: 4e EK - 54,49 s
- 2012:  OS - 53,38 s (na DQ van Natalja Antjoech)
- 2013:  WK - 52,84 s
- 2015:  WK - 53,50 s
- 2016: 4e OS - 53,92 s
- 2017: 4e WK - 54,20 s
- 2019: 5e WK - 54,23 s

Diamond League-overwinningen
- 2013:  Weltklasse Zürich - 53,32 s
- 2015:  Weltklasse Zürich - 54,47 s

### vijfkamp
- 2007:  Tsjechische indoorkamp. - 4146 p
- 2011: 7e EK indoor - 4453 p

### 4 x 400 m
- 2008: 4e WK indoor - 3.34,53
- 2010:  WK indoor - 3.30,05 (na DQ teams van Rusland en Jamaica)
- 2011: 5e WK - 3.26,57 (na DQ teams van Rusland en Oekraïne)
- 2012:  EK - 3.26,02
- 2012: 6e OS - 3.27,77 (na DQ Russisch team)
- 2013:  EK indoor - 3.28,49

## Onderscheidingen
- Europees atlete van het jaar - 2013

1980: Bärbel Broschat ·
1983: Jekaterina Fesenko ·
1987: Sabine Busch ·
1991: Tatjana Ledovskaja ·
1993: Sally Gunnell ·
1995: Kim Batten ·
1997: Nezha Bidouane ·
1999: Daimí Pernía ·
2001: Nezha Bidouane ·
2003: Jana Pittman ·
2005: Joelia Petsjonkina ·
2007: Jana Rawlinson ·
2009: Melaine Walker ·
2011: Lashinda Demus ·
2013: Zuzana Hejnová ·
2015: Zuzana Hejnová ·
2017: Kori Carter ·
2019: Dalilah Muhammad ·
2022: Sydney McLaughlin  ·
2023: Femke Bol
- World Athletics: 14263088
- Nationale Bibliotheek van Tsjechië: mzk2016935778
- Virtual International Authority File: 9730148390857910830002